# Stadaconé
Stadaconé – indiańska osada położona w okolicy dzisiejszego miasta Québec. Jej mieszkańcy na czele z wodzem Donnaconą zgotowali ciepłe przyjęcie wyprawie Jacques'a Cartiera w lipcu 1534 i w 1535 roku.
Pod koniec XVI wieku Francuzi na terenie Stadaconé natrafili na las. Przypuszcza się, że plemiona algonkińskie lub irokeskie, które chciały przejąć handel z europejskimi przybyszami, zniszczyły Stadaconé oraz Hochelagę.
Kontynuator dzieła Cartiera, Samuel de Champlain w 1608 r. założył w tym miejscu osadę, która z czasem przekształciła się w miasto Québec.